# 호히 본선
호히 본선(일본어: 豊肥本線)은 일본 오이타현 오이타시 오이타역으로부터 구마모토현 구마모토시의 구마모토역에 이르는 총 연장 148km의 규슈 여객철도 관할 철도 노선이다. 또 다른 이름으로 아소코겐 선이란 애칭이 붙어있다.
일본 국토교통성 감수 「철도 요람」에서는, 오이타 역을 기점으로 하고 있지만, JR선로 명칭 공고에서는 구마모토 역이 기점에서, 열차 운행상도 구마모토로부터 오이타 행의 방향이 하행선이 되어 있다. 여기에서는, 경로도, 연선 개황, 역 일람등을 제외해 「철도 요람」에 맞추어 오이타 역 기점으로 되어있다.

## 개요
세계 유수의 규모를 가지는 아소 칼데라를 횡단해 규슈 중부권을 횡단하고 있다. 아소의 관광 노선인 이 외에도 오이타시 · 구마모토시의 통근 · 통학로 역할이 되고 있다.
2011년 기준으로, 전 구간이 IC승차 카드 「SUGOCA」의 이용 구역에 포함되지 않지만, 2012년도 이후에는 오이타 - 나카한다 구간 및 히고오즈 - 구마모토 구간에서 이용 개시가 될 예정이다.

## 노선 정보
- 관할 (사업 종별) : 규슈 여객철도 (제 1 종 철도사업자)
- 노선 거리 (영업 구간) : 148.0km
- 궤간 : 1067mm
- 역수 : 37 (기. 종점 포함)
  - 호히 본선 소속역으로 한정했을 경우, 기.종점역(오이타역은 닛포 본선, 구마모토역은 가고시마 본선의 소속)이 제외되어 35개 역이 된다.
- 복선 구간 : 없음 (전 구간 단선)
- 전선화 구간 (교류 20,000V · 60Hz) :
  - (오이타역 - 가미고리 신호장 구간 … 오이타 철도 영업부 오이타 차량 센터의 회송선을 겸하고 있기 때문에 전선화되고 있다.
  - 히고오즈 역 - 구마모토 역 구간
- 폐색 방식 : 특수 자동 폐색식 (궤도 회로 검지식)
- 최고속도 : 95km/h

오이타 역 - 다키미즈 역(구내 제외) 구간이 오이타 지사, 다키미즈 역 - 구마모토 역 구간이 구마모토 지사의 관할이다.

## 연선 특징
풍경 설명의 경우 이 기준으로 구마모토 기점에서 설명한다.
구마모토 역에서 히고오즈역까지는 전철화 구간, 구마모토 도시권의 통근 통학로 역할을 하고 있다. 연선 풍경도 시가지나 주택가가 비교적 많다. 무사시즈카역 부근에서는 가토 기요마사가 정비한 스기나미기의 가도와 병주 한다.
히고오즈 역을 지나면 비전화가 되어, 아소 외륜산을 향해 간다. 오른쪽 아래에 아소로부터 아리아케해로 흘려 내려가는 시라카와 강을 내려다 보게 되면 다테노 역. 여기는 가이린 산이 하나인 곳만 중단되어 낮아진 장소에서, 아소의 칼데라내와 구마모토평야를 잇는 시라카와 강도 도로도 철도도 여기를 지나지 않으면 안 된다. 여기서 철도는 유명한 스윗치 백으로 표고차를 극복하면서 칼데라내에 들어간다. 구마모토에서 다테노로 도착한 열차의 운전기사는, 홈 위를 걸어 반대측의 운전석에 가 역방향에 발차, 당분간 비탈을 올라 정지하면 이번은 차내를 걸어 원래의 운전대로 돌아와, 다시 처음과 같은 진행 방향으로 발차한다. 이전, 시라카와 강의 계류는 자꾸자꾸 멀어져 가, 이윽고 열차는 아소 칼데라내의 평원(아소 타니)에 들어간다.
아소 타니를 달리는 동안, 오른쪽에는 아소의 화산군, 왼쪽에는 넓은 논의 저 편으로 장대한 벼랑과 같이 우뚝 솟아 서는 북측 가이린 산을 볼 수 있다. 미야지역과 가까운 곳에는 히고국 일류 궁의 아소 신사가 있지만, 이 근처가 화산군이 가장 잘 보인다. 미야지역을 나오면 열차는 좌우에 크게 커브하면서 동쪽 가이린 산을 올라 간다. 몇개의 긴 터널을 통과하고, 일순간 왼쪽에 광대한 아소 골짜기를 바라볼 수 있지만 곧바로 호히 본선의 최고점인 사카노우에 터널(연장 2,886 m)에 들어간다. 여기까지 계속 오로지 올라 온 호히 본선은 분수령을 넘고 여기로부터 물러나기 시작한다. 완만하게 물결치는 고원을 좌우에 세세하게 커브하면서 내려 가지만, 이 주변은 9만년 전에 아소 산이 대분화했을 때에 화쇄류에 가려 다하여진 일대(화쇄류 대지)이다.
오이타현과의 현 경계 부근으로부터, 호히 본선은 오노 강 수계 상류의 기근의 강을, 어떤 때에는 건너, 어떤 때에는 강줄기를 따라서 달려간다.이러한 지류가 이나바 강과 오노 강의 2개의 강에 집약되고 분지에 흘러들어, 그 바닥이 된 곳(점)이 분고타케다 역이다. 사방이 산에 둘러싸인 다케타시는 「렌콘마치」라고 불릴수록 터널이 많아, 호히 본선도 몇개의 터널을 빠져 나가 분고타케다 역에 도착한다. 다키 렌타로의 「황성의 달」로 유명한 오카성은 역 근처에 있지만, 분지의 바닥에 있는 역이나 시가지에서는 올려보는 높이의 대지상에 돌담을 짜고 있다.
타케타 시를 나오면, 호히 본선은 대략적으로 오노 강을 따라서, 곡선을 다니며 점점 평지에 내려 간다. 다케타 시나 동쪽 이웃의 분고오노시는 오쿠분고로 불리는 지역에서, 연선에는 오노 강 수계의 풍부한 수자원에 의한 용수나 폭포등이 많다. 호히본선은 분고오노시 중 오가타 정, 미에 정, 이누카이 정 등이 화창한 풍경안, 강 폭을 펼치면서 흐르는 오노 강 및 그 지류를 몇 번인가 건넌다.
나카한다에서는 일전해 오이타시의 교외 주택지에 들어간 승객 · 운행 대수 모두 많아진다. 국도 10호에 병행해 규슈 동부권의 핵심 도시인 오이타 시의 시가지를 종단. 시모고리 신호장에서는 닛포 본선과 마주 하면서 오이타 강 교량을 건넜더니 고가 구간에 들어가, 그 후 규다이 본선이 합류한다. 고가화 공사 및 역 남측의 재개발 공사가 진행되는 오이타역에서 종점이 된다. 2008년 여름에, 호히 · 규다이 본선의 플랫폼이 고가화되었고 2012년 8월 현재는 고가 6·7번 승강장에서 발착하고 있다.

## 운행 형태

### 지역 운송
보통 열차는 대개 분고타케다 역 · 미야지역 · 히고오즈역에서 운전 계통이 나뉘고 있다.
오이타 - 미에초 구간 · 히고오즈 - 구마모토 구간에서 운전되고 있는 단독 운행의 보통 열차(2량 편성)는 2006년 3월 17일까지는 무인역 및 유인역에서의 영업 시간외의 정차시는 전의 차량의 도어만 열어(중문은 열지 않고 · 뒤타기전 내림) 승차시에는 정리권을 취할 필요가 있었지만, 다음 3월 18일의 다이어 개정 후, 모든 역에서 열차의 홈측의 모든 도어로부터 승하차 할 수 있게 되었다.

#### 오이타 역 - 분고타케다 역 구간
키하 200계 동차를 중심으로 운행되어 오이타 역 - 나카한다 역 · 이누카이 역 · 미에마치 역 구간의 구간 운전 열차도 설정되어 있다. 1시간당 오이타 역 - 분고타케다 역 구간의 직통이 1대, 오이타 역 - 나카한다 역 구간은 구간 운행이 들어가 2 - 3대가 된다. 아침과 저녁에는 이누카이 역 · 미에마치 역 발착의 설정이 있다. 2008년 3월 14일까지는, 저녁에 분고타케다 발과 그 즉시 나카한다 행 1회 왕복이 닛포 본선의 벳푸역까지 노선 연장하고 있었다.

#### 분고타케타 역 - 미야지 역 구간
이 구간은 산간의 과소지를 달리기 위해서 역간 거리가 외보다 길게 이용자가 적다. 운행 대수도 이 구간의 안내 열차가 1일 5회 왕복과 분고오기발 분고타케타행의 구간 열차 하행선 1대만으로, 3 - 6시간 정도 운행 간격이 있는 시간대가 있다. 이 구간은 단독 운행 대응의 키하 220형 · 키하 40계 · 키하 125형등에 의한 단행 운전을 하고 있다.

#### 미야지 역 - 히고오즈 역 구간
키하 200계 · 키하 40계 동차를 중심으로 사용해, 일부의 시간대를 제외해 1시간당 1대 정도 운행되고 있다. 기본적으로 낮에는 히고오즈 역에서 구마모토 역 발착의 전철에 접속하는 다이어를 취하고 있지만, 이른 아침 · 저녁 이후는 구마모토 역 직통열차도 설정되어 있다.

#### 히고오즈 역 - 구역 구간
1999년의 구마모토 국체에 맞추어 전선화된 이 구간에서는, 2량 편성의 815계 · 817계 전철에 의해 낮은 1시간당 3대 정도 운행이 행해지고 있어 이른 아침 및 밤은 구마모토 역 - 히카리노모리 역 구간의 구간 운행 열차도 설정되어 있다. 평일 아침 러쉬 아워 때의 구마모토 행은 약 10분 간격으로 운행되지만, 혼잡하기 때문에 815계 · 817계에서는 4량 편성으로의 운행도 행해진다. 이 외, 가고시마 본선의 노선연장도 소수로 설정되어 있어 도스역 · 오무타역(평일만) · 야쓰시로역 - 히카리노모리 역 · 히고오즈역구간에서 운행되고 있다. 규슈 신칸센과의 접속을 의식하고, 시발은 5시 대, 막차는 0시 대가 되어 있다.

##### 호히 라이너
2011년 3월 12일 규슈 신칸센 전면 개통 후, 특급 「아리아케」의 호히 본선 내에서의 운행이 폐지되는데 따라, 새롭게 쾌속 열차 「호히 라이너」가 설정되었다.
정차역은 「아리아케」와 동역으로, 구마모토역 · 신스이젠지 역 · 스이젠지역 · 무사시즈카역 · 히카리노모리 역· 히고오즈역이며, 히고오즈 발 3대 · 히카리노모리 발 3대, 히고오즈 행 3대 · 히카리노모리 행 4대의 합계 13대가 10시 대로부터 16시 대에 들여 운행되고 있다.

### 우등열차
호히 본선은 예부터 관광 노선으로서 자리매김되어 1958년부터는 준급 「히카리」가 운행되어 1961년부터는 순환 열차가 되는 준급 「히마와리」가 설정되었다. 그 후의 변천을 거치고, 호히 본선 내를 운전하는 우등 열차는 급행 「히노야마」에 통합되어 그 일부는 아마쿠사 제도나 시마바라반도로 향하는 관광객의 편리를 고려해 미스미 선 미스미역까지 직통 운전을 했다.1992년에 「히노야마」는 특급에 승격해 「아소」로 개칭했다.
2004년 3월 13일부터는 「아소」를 「규슈 횡단 특급」이라고 개칭 후, 운전 구간을 벳푸 역(닛포 본선) - 오이타 역 - 구마모토 역 - 히토요시역(히사쓰 선) 구간으로 변경하고, 키하 185계에 의해 운행되고 있다.「규슈 횡단 특급」은 2량 편성으로 달릴 때는 운전대에 「원맨」의 표시(3-4량 편성시를 제외하다)가 되어 여성 객실 승무원이 승무하고 있는 경우에서도 문조작이나 운전 안내 방송은 운전기사가 하고 있다.
이 외 , 구마모토 역 - 스이젠지 역 · 무사시즈카 역· 히카리노모리 역 · 히고오즈 역 구간에 하카타 방면에서 가고시마 본선의 특급 「아리아케」가 노선 연장하고 있었다. 이것은 관광 목적이 아니고, 시가지의 중심부나 인구 밀집지구가 구마모토 역으로부터 떨어져 있기 때문에 구마모토 도시권으로부터의 편리성 향상을 도모한 것으로, 규슈 자동차도 경유로 후쿠오카시와 구마모토시를 연결하는 고속버스의 히노쿠니 호와의 경합을 의식하고 있었다. 1987년에 당시 비 전철화인 호히 본선내에 있고, 일본국유철도 DE10형 디젤 기관차|DE10형]]가 485계 전철을 견인해 「아리아케」가 스이젠지 역까지 노선 연장한 것이 시작으로, 1994년에 일단 폐지된 후, 1999년의 구마모토역 - 히고오즈역 구간의 전철화 개통에 수반해 재개되어 운전 구간도 히고오즈 역까지 연장되었다. 2007년 3월 18일 개정에서는, 하카타 방면의 「아리아케」1대가 호히 본선내(히카리노모리 역 → 구마모토 역 구간) 보통 열차로서 운행되고 있었다.

규슈 신칸센(가고시마 루트) 전면 개통에 수반해, 2011년 3월 11일로서 「아리아케」의 호히본선 내에서의 운행을 종료했다.「규슈 횡단 특급」도 일부가 구마모토 역 발착으로 변경되었다.

### 관광 열차
각지로부터 아소에 관광객 집객을 목적으로 하고, 매년 대체로 3월부터 11월까지의 토·일요일, 경축일 및 초·중·고등학교의 장기 휴가 기간중등에는 구마모토 - 미야지 구간에 전용 차량을 사용한 임시 열차가 운행되고 있다.
1988년 3월부터 키하 58형 · 키하 65형을 개조한 조이풀 트레인 「살롱 익스프레스」를 사용한 임시 급행열차 「살롱 익스프레스 아소 관광호」가 운행되었지만, 같은 해 8월 28일부터는 8620형가 미국풍으로 개조된 50계 객차를 견인하는 「SLBOY」가 운행되었다. 이후 「SLBOY」는 매년 3월 - 11월에 운전되고 있었지만, 기관차의 노후화에 의해 2005년 8월에 「SLBOY」는 운행 휴업이 되어, 동년 내에 운행될 예정인 「SLBOY」는 디젤 기관차가 견인하는 「디젤BOY」로서 운전되었다.
2006년 7월 22일부터는 내장이나 외관을 쇼와 30년대의 이미지에 개조한 키하 58계 2량을 사용하는 임시 쾌속 열차 「1962」가 운행을 개시, 차내에서는 옛 CM 방영이나 아소의 특산품 및 막과자 판매를 실시했다.「1962」는 2010년 12월 26일로서 운행을 종료했다.
2011년 6월 4일에 의해 키하 183계 1000번대를 개조한 관광 특급 「아소보-이!」가 운행되고 있다. 또, 이것에 앞서 2011년 3월 12일부터 5월 29일까지는 임시 특급 「아소유루토 하쿠」가 운행되었다.

## 사용차량
- 전동차
  - 415계 - (아침의 히카리노모리 행 열차로 운용)
  - 815계
  - 817계 - (아침에 일부 운행)

- 동차 (일부는 전선화 구간에도 사용)
  - 키하 40계 · 키하 147형
  - 키하 200·220형
  - 키하 125형
  - 키하 185계 - (특급 규슈 횡단 특급)
  - 키하 183계 1000번대 - (특급 아소보이)

### 과거 사용 차량
- 전동차
  - 485계
  - 783계
  - 787계
    - 특급 아리아케로 사용되었다. 다만 호히 본선내의 홈 유효장이 6량분 밖에 없는 관계상, 7량의 「릴레이 쓰바메」편성은 충당되지 않았다.

- 동차
  - 키하52형
  - 키하58계
  - 키하65형
  - 키하31형
  - 키하55계

- 객차
  - 50계

- 기관차
  - 9600형 증기기관차
  - 8620형 증기기관차
  - C58형 증기기관차
  - DE10형 디젤기관차

## 역사
오이타 - 다마라이 구간은 일본국유철도의 이누카이 게이벤선(후에 이누카이 선이라고 개칭)으로서 미야지 - 구마모토간은 미야지 게이벤 선(후에 미야지 선이라고 개칭)으로서 양 노선 모두 1914년에 개통했다. 또한 현재, 미나미 아소 철도가 되고 있는 다테노 - 다카모리 구간도 미야지 선의 지선으로서 개업하고 있다.
마지막 구간인 다마라이 - 미야지 구간이 개업해 오이타 - 구마모토 구간이 전노선 개통한 것은 1928년으로, 미야지 선 ·이누카이 선을 맞추어 호히 본선이 되었다. 그 때, 다테노 - 다카모리 구간의 미야지 선의 지선은 다카모리 선이 되었다.
산간지를 달리는 것부터 재해로 장기 불통이 되는 일도 자주 있어, 1990년 7월 오가타 - 미야지 구간이 집중호우로 인해 불통이 되어, 1991년 10월에 전선이 복구했다. 1993년 9월부터 1994년 5월에도 미에초 - 분고키요카와 구간이 불통이 되었다. 근래에는 2004년 9월에 미에초 - 분고키요카와 구간의 모모에다 터널이 토사 붕괴에 의해 불통이 되어, 12월의 복구까지 버스에 의한 대행 운전을 실시했다. 2012년 7월 12일 규슈 북부 호우로 인해 오가타 - 히고오즈간이 불통되었다가 7월 24일 다테노 - 히고오즈간이 복구되었다. 오가타 - 다테노 구간은 2012년 8월 현재 오가타 - 분고다케다, 미야지 - 다테노간은 버스 대행 운전중이며 2012년 9월까지 복구 계획이 있으나 분고다케다 - 미야지간은 피해가 극심하여(사카노우에 터널 함몰 및 터널 내부 궤도가 수압에 의해 밀려나옴, 교량 유실 등) 복구에 최소 1년 이상이 예상되고 있다. 또한 이 구간은 병행하는 국도마저 통행 불능인 상태라 버스 대행 운전도 없다.

### 연혁

#### 이누카이 선 (오이타 - 다마라이 구간)
- 1914년 4월 1일 : 이누카이 게이벤 선으로서 오이타 - 나카한다 구간 개통, 시모고리 연락소 (호슈 본선과의 분기점으로 설치. 호슈 본선 소속) · 다키오 역 · 나카한다 역 신설.
- 1916년 9월 1일 : 나카한다 - 다케타 구간 연신 개통, 다케타 역 신설.
- 1917년 7월 20일 : 다케타 - 이누카이 구간 연신 개통, 이누카이 역 신설.
- 1921년 3월 27일 : 이누카이 - 미에초 구간 연신 개통, 스가오 역 · 미에초 역의 각 역 신설.
- 1922년 4월 1일 : 시모고리 연락소를 시모고리 신호장으로 명칭 변경.
- 1922년 9월 2일 : 게이벤 선의 호칭을 폐지하여, 이누카이 게이벤 선을 이누카이 선으로 명칭 변경.
- 1922년 11월 23일 : 미에초 - 오가타 구간 연신 개통, 마키구치 역 · 오가타 역의 각 역 신설.
- 1923년 12월 20일 : 오가타 - 아사지 구간 연신 개통, 아사지 역 신설.
- 1924년 10월 15일 : 아사지 - 분고타케타 구간 연신 개통, 분고타케타 역 신설.
- 1925년 11월 30일 : 분고타케타 - 다마라이 구간 연신 개통, 다마라이 역 신설.

#### 미야지 선 (구마모토 - 미야지 구간)
- 1914년 6월 21일 : 구마모토 - 히고오즈 구간을 미야지 게이벤 선으로서 개통, 하루타케 역 · 스이젠지 역 · 다쓰타구치 역 · 산리기 역 · 히고오즈 역의 각 역 신설.
- 1916년 11월 11일 : 히고오즈 - 다테노 구간 연신 개통, 세타 역 · 다테노 역의 각 역 신설.
- 1918년 1월 25일 : 다테노 - 미야지 구간 연신 개통, 아카미즈 역 · 우치노마키 역 · 보추 역 · 미야지 역의 각 역 신설.
- 1920년 7월 25일 : 하라미즈 역 신설.
- 1922년 9월 2일 : 게이벤 선 호칭을 폐지하여, 미야지 게이벤 선을 미야지 선으로 명칭 변경.
- 1928년 2월 12일 : 다테노 - 다카모리 구간의 지선을 개통, 조요 역 · 아소시모다 역 · 나카마쓰 역 · 아소시라카와 역 · 다카모리 역의 각 역 신설.

#### 호히 본선 (전 구간 개통)
- 1928년 12월 2일 : 다마라이 - 미야지 구간 연신 개통한 뒤 호히 본선으로 전 구간 개통, 나미노 역 · 다키미즈 역 · 분고오기 역의 각 역 신설, 미야지 선과 이누카이 선을 통합하여 호히 본선으로 명칭 변경. 동시에 미야지 선 지선 (다테노 - 다카모리)을 다카모리 선으로서 분리.
- 1940년 5월 1일 : 하루타케 역을 미나미구마모토 역으로 명칭 변경.
- 1960년 3월 10일 : 이치노카와 역 신설.
- 1961년 3월 20일 : 보추 역으 아소 역으로 명칭 변경.
- 1963년 3월 20일 : 시모고리 신호장 폐지.
- 1967년 8월 13일 : 시모고리 신호장 (2대) 신설. (초대와 같은 곳. 오이타 전철입구의 분기점)
- 1973년 11월 15일 : 규슈 횡단 신칸센 기본 계획 결정.
- 1981년 10월 1일 : 무사시즈카 역 신설.
- 1983년 11월 30일 : 오이타 - 구마모토 간 CTC 사용개시, 제어소는 다테노와 오이타에 설치.
- 1986년
  - 4월 1일 : 다카모리 선이 미나미 아소 철도에 분리, 국철 노선 명칭 일람에선 호히 선의 일부에서 유일한 지선이 소멸한다.
  - 11월 1일 : 도카이 학원 앞 역 신설.
- 1987년
  - 2월 22일 : 시키도 역 신설.
  - 4월 1일 : 오이타 - 다쓰타구치 구간의 화물영업 폐지 (-139.1km), 국철 분할 민영화에 따라 규슈 여객철도(제1종) · 일본화물철도(구마모토 - 다쓰타구치 구간 · 제2종)가 승계.
- 1988년 3월 13일 : 신스이젠지 역 신설.
- 1989년 3월 11일 : 이코이노무라 역 신설.
- 1990년
  - 1월 1일 : 일본화물철도가 다쓰타구치 - 구마모토 구간의 제 2 종 철도 사업을 휴업. (-8.9km)
  - 7월 2일 : 오가타 - 미야지 구간이 집중호우로 인해 불통.
  - 11월 1일 : 마키노구치 역이 분고키요카와 역으로 변경.
- 1991년
  - 8월 10일 : 오가타 - 분고타케타 구간 복구.
  - 10월 19일 : 전 구간 복구.
- 1992년 7월 15일 : 헤이세이 역 신설.
- 1993년
  - 9월 2일 : 미에초 - 오가타 구간이 태풍으로 인해 불통. 이 구간 토사 붕괴.
  - 9월 16일 : 미에초 - 분고키요카와 구간 복구.
  - 12월 1일 : 일본화물철도가 다쓰타구치 - 구마모토 구간의 제 2 종 철도 사업 폐지. (-8.9km)
- 1994년 5월 1일 : 전 구간 복구.
- 1999년 10월 1일 : 히고오즈 역 - 구마모토 역 구간 전선화.
- 2002년 3월 23일 : 오이타 대학 앞 역 신설.
- 2004년
  - 9월 14일 : 미에초 - 분고키요카와 구간이 토사 붕괴로 인해 불통.
  - 12월 10일 : 전 구간 복구.
- 2006년 3월 18일 : 히카리노모리 역 신설.
- 2012년
  - 7월 12일 : 오가타 - 다테노 구간이 집중 호우로 인해 각종 피해(토사 유입, 교량 및 선로 유실, 터널 함몰 등)로 불통.
  - 7월 24일 : 다테노 - 히고오즈 구간 복구.

## 역 목록
- 호히 본선의 목록에선 구마모토 역을 기점으로 한다.

| 전철화 현황 | 역명               | 일어 역명  | 역간 거리 | 영업 거리 | 쾌속 | 선로                        | 접속 노선                                                                  | 소재지              | 소재지                 | 소재지     |
| ----------- | ------------------ | ---------- | --------- | --------- | ---- | --------------------------- | -------------------------------------------------------------------------- | ------------------- | ---------------------- | ---------- |
| 전철화      | 구마모토           | 熊本       | -         | 0.0       | ●    | ∨                           | 규슈 신칸센 · 가고시마 본선 · 미스미 선 구마모토 시 교통국 간선 · 다사키선 | 구마모토현          | 구마모토시             | 구마모토시 |
| 전철화      | 헤이세이           | 平成       | 2.7       | 2.7       | ｜   | ◇                           |                                                                            | 구마모토현          | 구마모토시             | 구마모토시 |
| 전철화      | 미나미쿠마모토     | 南熊本     | 0.9       | 3.6       | ｜   | ◇                           |                                                                            | 구마모토현          | 구마모토시             | 구마모토시 |
| 전철화      | 신스이젠지         | 新水前寺   | 1.6       | 5.2       | ●    | ｜                          | 구마모토 시 교통국 간선                                                    | 구마모토현          | 구마모토시             | 구마모토시 |
| 전철화      | 스이젠지           | 水前寺     | 0.6       | 5.8       | ●    | ◇                           |                                                                            | 구마모토현          | 구마모토시             | 구마모토시 |
| 전철화      | 도카이가쿠엔마에   | 東海学園前 | 2.0       | 7.8       | ｜   | ｜                          |                                                                            | 구마모토현          | 구마모토시             | 구마모토시 |
| 전철화      | 다쓰타구치         | 竜田口     | 1.1       | 8.9       | ｜   | ◇                           |                                                                            | 구마모토현          | 구마모토시             | 구마모토시 |
| 전철화      | 무사시즈카         | 武蔵塚     | 4.0       | 12.9      | ●    | ◇                           |                                                                            | 구마모토현          | 구마모토시             | 구마모토시 |
| 전철화      | 히카리노모리       | 光の森     | 1.9       | 14.8      | ●    | ◇                           |                                                                            | 구마모토현          | 구마모토시             | 구마모토시 |
| 전철화      | 산리기             | 三里木     | 1.0       | 15.8      | ｜   | ◇                           | 기쿠치군                                                                   | 구마모토현          | 기쿠요정               |            |
| 전철화      | 하라미즈           | 原水       | 3.1       | 18.9      | ｜   | ◇                           | 기쿠치군                                                                   | 구마모토현          | 기쿠요정               |            |
| 전철화      | 히고오즈           | 肥後大津   | 3.7       | 22.6      | ●    | ◇                           | 기쿠치군                                                                   | 구마모토현          | 오즈정                 |            |
| 비전철화    | 세타               | 瀬田       | 4.6       | 27.2      |      | ◇                           | 기쿠치군                                                                   | 구마모토현          | 오즈정                 |            |
| 비전철화    | 다테노             | 立野       | 5.1       | 32.3      | ◆    | 미나미아소 철도 다카모리 선 | 아소군 미나미아소촌                                                        | 아소군 미나미아소촌 |                        |            |
| 비전철화    | 아카미즈           | 赤水       | 7.9       | 40.2      | ◇    |                             | 아소시                                                                     | 아소시              |                        |            |
| 비전철화    | 이치노카와         | 市ノ川     | 2.4       | 42.6      | ｜   |                             | 아소시                                                                     | 아소시              |                        |            |
| 비전철화    | 우치노마키         | 内牧       | 3.8       | 46.4      | ◇    |                             | 아소시                                                                     | 아소시              |                        |            |
| 비전철화    | 아소               | 阿蘇       | 3.5       | 49.9      | ◇    |                             | 아소시                                                                     | 아소시              |                        |            |
| 비전철화    | 이코이노무라       | いこいの村 | 1.3       | 51.2      | ｜   |                             | 아소시                                                                     | 아소시              |                        |            |
| 비전철화    | 미야지             | 宮地       | 2.2       | 53.4      | ◇    |                             | 아소시                                                                     | 아소시              |                        |            |
| 비전철화    | 나미노             | 波野       | 10.7      | 64.1      | ◇    |                             | 아소시                                                                     | 아소시              |                        |            |
| 비전철화    | 다키미즈           | 滝水       | 4.9       | 69.0      | ｜   |                             | 아소시                                                                     | 아소시              |                        |            |
| 비전철화    | 분고오기           | 豊後荻     | 6.2       | 75.2      | ◇    | 오이타현                    | 다케타시                                                                   | 다케타시            |                        |            |
| 비전철화    | 다마라이           | 玉来       | 9.7       | 84.9      | ｜   | 오이타현                    | 다케타시                                                                   | 다케타시            |                        |            |
| 비전철화    | 분고타케타         | 豊後竹田   | 3.1       | 88.0      | ◇    | 오이타현                    | 다케타시                                                                   | 다케타시            |                        |            |
| 비전철화    | 아사지             | 朝地       | 5.9       | 93.9      | ｜   | 오이타현                    | 분고오노시                                                                 | 분고오노시          |                        |            |
| 비전철화    | 오가타             | 緒方       | 6.4       | 100.3     | ◇    | 오이타현                    | 분고오노시                                                                 | 분고오노시          |                        |            |
| 비전철화    | 분고키요카와       | 豊後清川   | 5.1       | 105.4     | ◇    | 오이타현                    | 분고오노시                                                                 | 분고오노시          |                        |            |
| 비전철화    | 미에마치           | 三重町     | 6.5       | 111.9     | ◇    | 오이타현                    | 분고오노시                                                                 | 분고오노시          |                        |            |
| 비전철화    | 스가오             | 菅尾       | 5.4       | 117.3     | ◇    | 오이타현                    | 분고오노시                                                                 | 분고오노시          |                        |            |
| 비전철화    | 이누카이           | 犬飼       | 7.9       | 125.2     | ◇    | 오이타현                    | 분고오노시                                                                 | 분고오노시          |                        |            |
| 비전철화    | 다케나카           | 竹中       | 5.6       | 130.8     | ◇    | 오이타현                    | 오이타시                                                                   | 오이타시            |                        |            |
| 비전철화    | 나카한다           | 中判田     | 5.5       | 136.3     | ◇    | 오이타현                    | 오이타시                                                                   | 오이타시            |                        |            |
| 비전철화    | 오이타다이가쿠마에 | 大分大学前 | 2.5       | 138.8     | ｜   | 오이타현                    | 오이타시                                                                   | 오이타시            |                        |            |
| 비전철화    | 시키도             | 敷戸       | 1.4       | 140.2     | ｜   | 오이타현                    | 오이타시                                                                   | 오이타시            |                        |            |
| 비전철화    | 다키오             | 滝尾       | 2.7       | 142.9     | ◇    | 오이타현                    | 오이타시                                                                   | 오이타시            |                        |            |
| 전철화      | 시모고리 신호장    | 下郡信号場 | 2.9       | 145.8     | ｜   | 오이타현                    | 오이타시                                                                   | 오이타시            |                        |            |
| 전철화      | 오이타             | 大分       | 2.2       | 148.0     | ∧    | 오이타현                    | 오이타시                                                                   | 오이타시            | 닛포 본선, 규다이 본선 |            |

### 과거 접속 노선
- 미나미구마모토 역 : 유엔 철도, 구마모토 시 교통국 하나타케 선